# Leon Sobociński
Leon Sobociński (ur. 24 grudnia 1895 w Mławie, zm. 14 września 1948 w Warszawie) – polski pisarz, satyryk, dziennikarz, działacz ludowy, badacz kultury Warmii i Mazur.

## Życiorys

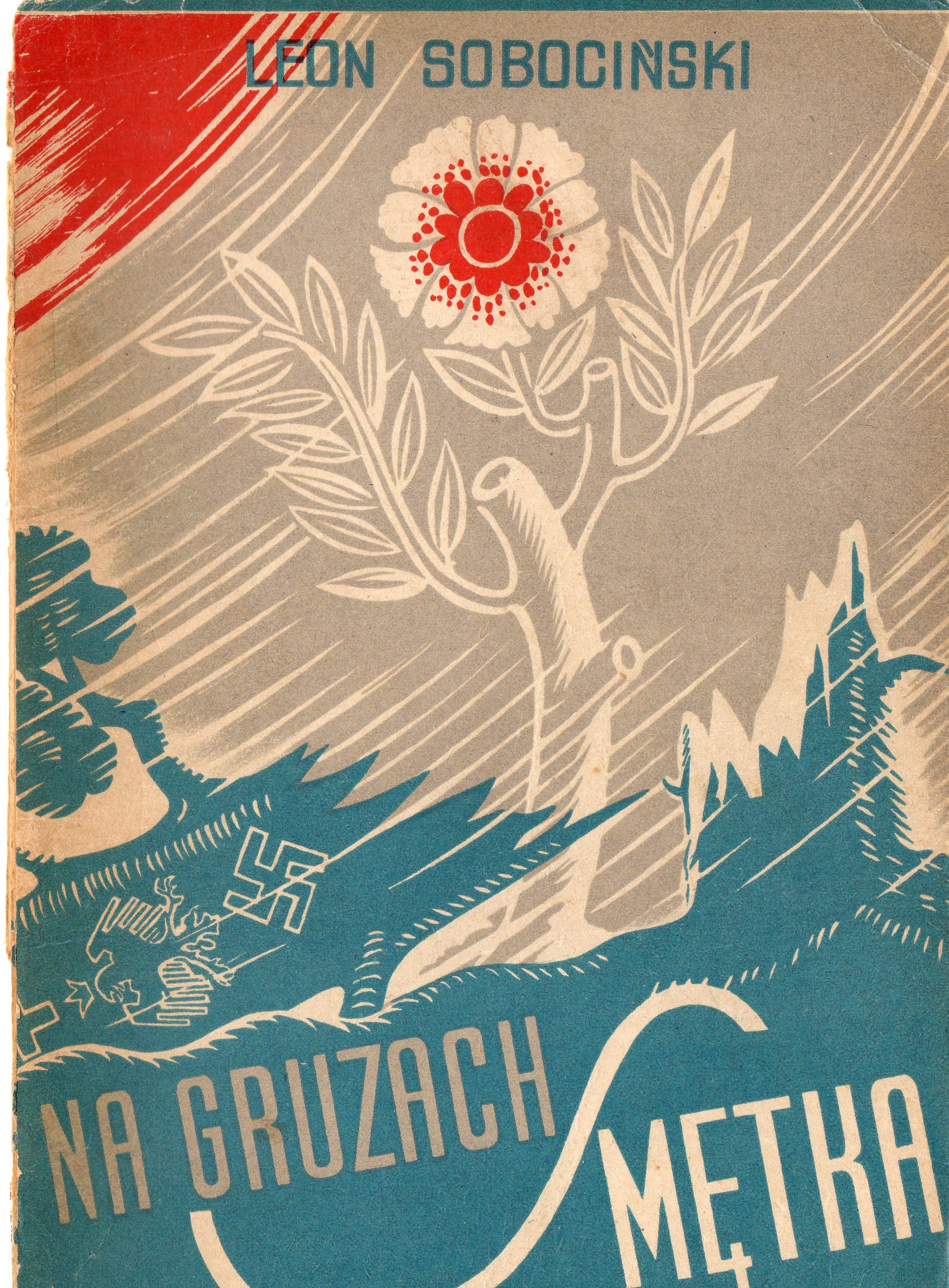
Na gruzach Smętka, 1947

### Do 1939
Pochodził z rodziny robotniczej. Był synem murarza Adama oraz Teofili z Piekarskich. Gimnazjum skończył w Mławie. Podczas I wojny światowej przebywał na terytorium Ukrainy, m.in. w ówczesnym Jekaterynosławiu. Zdał tam maturę oraz w 1917 wystawił sztukę teatralną Zagadki ekaterynosławskie, a następnie przeniósł się do Kijowa, gdzie studiował prawo. Studia dokończył już na Uniwersytecie Warszawskim. W 1921 przeniósł się do Grudziądza, gdzie tego samego roku podjął zatrudnienie w Gazecie Toruńskiej. Pisał też w Głosie Wąbrzeskim. W następnych latach współredagował Głos Pomorski (1923-1924) i Gońca Nadwiślańskiego (1925-1930). W 1924 wydał dziewięć numerów czasopisma Teatr, Kino, Variétés. Najczęściej poruszał tematy związane ze sztuką, pisał recenzje, felietony i trudnił się satyrą. Rozwijał też życie kulturalne Grudziądza. Mimo że po przewrocie majowym poparł sanację, to jednak nie obawiał się później wytykać jej błędy (wiersze Z dnia).
W 1921 wybrano go do Zarządu Okręgowego Polskiego Stronnictwa Ludowego Piast na Pomorze. Działał w Syndykacie Dziennikarzy Pomorskich. Do 1939 był też członkiem Związku Syndykatów Dziennikarzy Polskich, późniejszego Związku Dziennikarzy RP. Był referentem prasowym Związku Towarzystw Kupieckich na Pomorzu, dla którego redagował liczne wydawnictwa. W 1925 wydał publikację Z dziejów prasy pomorskiej (współautorstwo Ludwika Łydko). Tworzył też humoreski oraz satyry polityczne, np. I koń by zapłakał (1922), Szopa leśna (1929), Przybieżeli do choinki posłowie (1929).
Od 1930 do 1935 mieszkał w Poznaniu. Współpracował tu z Arturem Marią Swinarskim (kabaret „Ździebko”, jednoaktówki), pisał też dla Dziennika Poznańskiego. Wydawał też własnym nakładem wydawnictwa regionalne, np. Grudziądz w karykaturze i pieśni szopki lokalnej (1932), Szopka pomorska Grudziądz-Świecie (1932), czy Szopka bydgoska (1934). W latach 1931–1932 obejmował stanowisko redaktora naczelnego pisma Goniec Wielkopolski. W 1934 złożył w toruńskim urzędzie wojewódzkim Memoriał w sprawie utworzenia centrali propagandy prasowej na Pomorzu. Od 1935 do 1939 mieszkał w Toruniu. Pisał wówczas dużo do Gazety Gdańskiej i Słowa Pomorskiego. Redagował także tygodnik dla młodzieży Straż nad Wisłą. Na wiosnę 1936 odbył dwutygodniową podróż na zajmowaną wówczas przez Niemców Warmię i Mazury. Spotkał się z Sewerynem Pieniężnym i pomagał mu w składaniu jubileuszowego numeru Gazety Olsztyńskiej. Jego memoriał o sytuacji Polaków na Warmii i Mazurach został zlekceważony przez polskie władze. W 1939 wydał narodowowyzwoleńczą powieść Kmicic Borów Tucholskich. W odcinkach drukował pracę Krwią i łzami. Zarys dziejów plebiscytu na Warmii, Mazurach i Ziemi Malborskiej. W 1938, w Toruniu wydał też Zbrojne walki Pomorza w latach 1918–1920 (tłumaczona na język niemiecki). Zajmował się tłumaczeniem francuskich powieści kryminalnych. Przygotował do druku antologię pisarzy z terenu Warmii i Mazur Lira mazurska.

### Po 1939

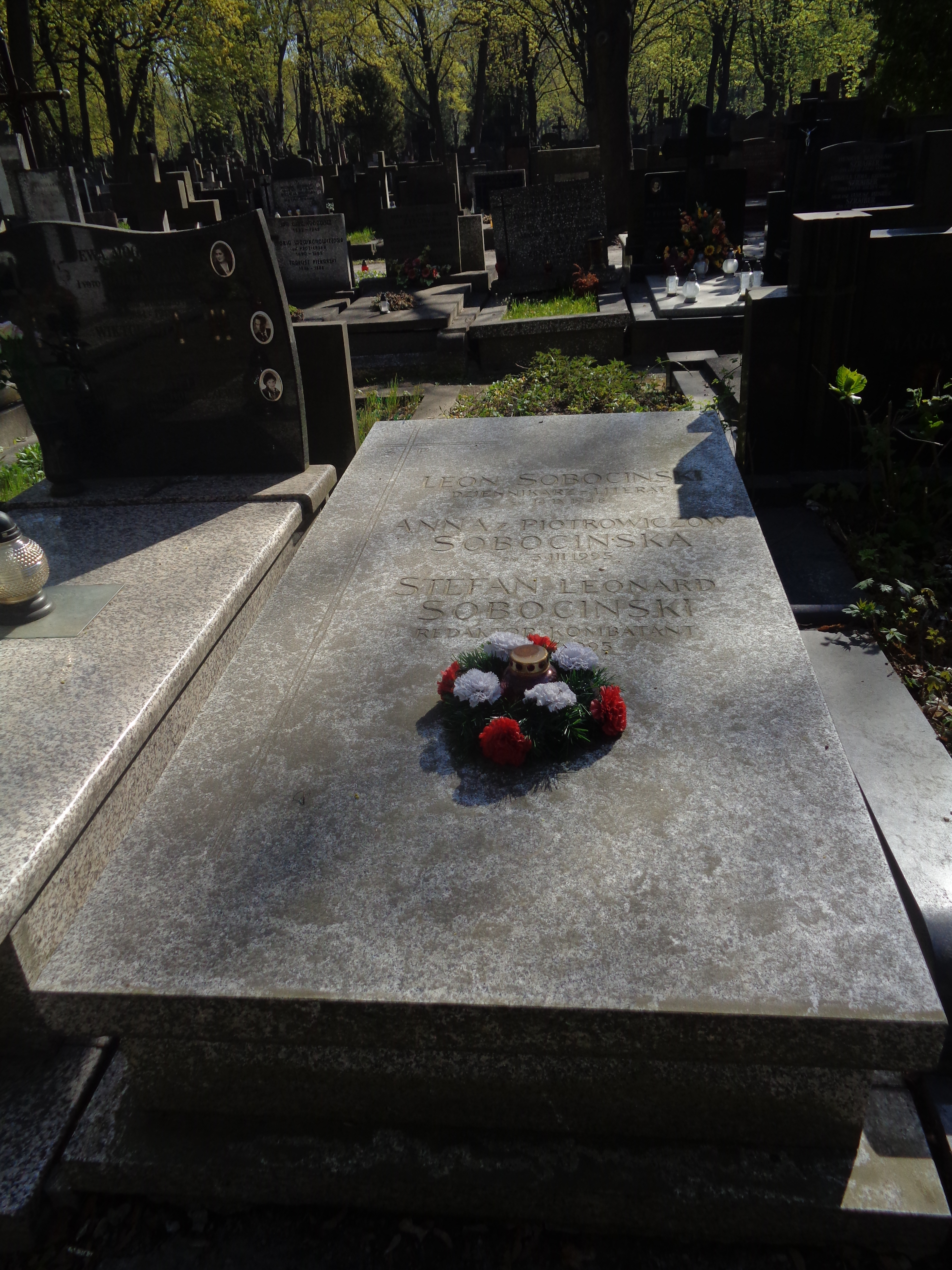
Grób Leona Sobocińskiego na cmentarzu Powązkowskim

Podczas okupacji hitlerowskiej ukrywał się pod fałszywym nazwiskiem Kowalski, pisząc jednocześnie do czasopism podziemnych. Doświadczenia te podsumował potem w książce Janko Ryzykant (1946). Po krótkim okresie grudziądzkim przeniósł się do Warszawy, gdzie w 1948 został kierownikiem działu krajowego Gazety Ludowej. Był też działaczem PSL. Drukował artykuły m.in. w „Rzeczpospolitej”, Zielonym Sztandarze, Wsi, Stolicy, czy Expressie Wieczornym, jak również w poznańskiej Polsce Zachodniej (w 1946 otrzymał nagrodę Polskiego Związku Zachodniego). W 1947 wydał zebrane materiały dotyczące swojej podróży z 1936 na Warmię i Mazury, skonfrontowane z podróżą z 1946 i zatytułowane Na gruzach Smętka (tytuł nawiązywał do Na tropach Smętka autorstwa Melchiora Wańkowicza). W 1948 wydał też dzieło Prasa polska na Mazurach. Zarys dziejów od „Poczty Królewieckiej” do „Gazety Olsztyńskiej”.
Pochowany został na cmentarzu Powązkowskim w Warszawie (kwatera 241-4-18).

## Życie rodzinne
Był żonaty. Miał jednego syna.